# 小池幸次
小池 幸次（こいけ こうじ、1941年4月9日 - ）は、東京都出身の俳優。

## 人物
オフィスザイ、劇団東演に所属していた。
旧芸名は小池 幸二。
血液型はO型。

## 出演作品

### テレビドラマ

#### NHK
- 天下御免（1971年）
- 大河ドラマ
  - 国盗り物語 第25話「信長と光秀」（1973年） - がんまく、伊賀衆
  - おんな太閤記（1981年） - 座員
  - 峠の群像 第45話「その日の朝」（1982年） - 商人
  - 徳川家康（1983年） - 町人
  - 春の波涛（1985年） - やせた男
  - いのち 第1話「帰郷」（1986年） - 乗客
  - 太平記 第7話「悲恋」（1991年） - 車夫
  - 元禄繚乱（1999年） - 間瀬久太夫
    - 第37話「幕府への反逆」
    - 第44話「いざ討入り」
    - 第47話「四十七士討入り」

  - 武蔵 MUSASHI（2003年）
- 特選!時代劇
  - 水曜時代劇 / 御宿かわせみ 第3話「桐の花散る」（1980年）
  - 金曜時代劇 / 十時半睡事件帖 第12話「千本旗」（1994年） - 神主
- 連続テレビ小説
  - 君の名は 第141話（1991年）
  - かりん 第43、47話（1994年）
  - ちゅらさん 第127話（2001年）
- 虹色定期便 静岡県沼津市編（1999年 - 2000年） - 泰蔵

#### 日本テレビ
- 超人バロム・1 第11話「毒ガス魔人ゲジゲルゲ」（1972年） - ハンター
- 子連れ狼 (萬屋錦之介版) 第二部 第6話「さぶる子」（1974年）
- おんな浮世絵・紅之介参る! 第23話「操られた同心株」（1975年）
- 金曜劇場 / 前略おふくろ様 第2シリーズ 第11回（1976年） - バーの客
- グランド劇場
  - 一丁目物語 ゴッドマザーの二度目の青春 第3話（1977年）
  - 池中玄太80キロ パート1 第3話（1980年）
- 気まぐれ天使 第31話「赤い夕陽にピンクの風」（1977年）
- 祭ばやしが聞こえる 第1話（1977年）
- 大都会シリーズ
  - 大都会 PARTII 第36話「挑戦」（1977年）
  - 大都会 PARTIII 第29話「爆殺のプレリュード」（1979年）
- 太陽にほえろ!
  - 第279話「愛と怒り」（1977年）
  - 第402話「島刑事よ、安らかに」（1980年）
  - 第434話「ある誘拐」（1980年）
  - 第495話「意地ッ張り」（1982年）
  - 第603話「陽炎の街」（1984年）
- 新五捕物帳 第32話「さむらい無情」（1978年） - 徳次
- 西遊記
  - 西遊記 第7話「日照り妖怪の子守唄」（1978年）
  - 西遊記II 第9話「地獄極楽宙ぶらりん」（1980年）
- 警視-K 第1話「そのしあわせ待った!」（1980年）
- 右門捕物帖 第21話「天狗うらみ唄」（1983年）
- 木曜ゴールデンドラマ / 父と娘（1983年）
- 刑事貴族3 第8話「ツイてない奴」（1992年）
- 西遊記 第14話「悟空狂乱! 村人たち全員誘拐!」（1994年） - 陳尚文
- 火曜サスペンス劇場 / 警視庁鑑識班 第9作「麻薬の甘い誘惑 ― 娘が危ない! 夫に内密で殺された売人に接触した刑事の妻」（2000年）

#### TBS
- 木下恵介・人間の歌シリーズ
  - 冬の華 第5話（1971年）
  - それぞれの秋 第5話（1973年）
  - もうひとつの春 第1話（1975年）
  - 冬の運動会 第2話（1977年） - 酔っ払いの男
- 金曜ドラマ
  - 白い影 第2回（1973年） - 男
  - 愛とは決して後悔しないこと 第11話「さよなら」（1996年）
- ナショナル劇場 / 江戸を斬るIV 第7話「初恋が解いた殺しの鍵」（1979年） - 大工の親父
- 不毛地帯 第13話（1979年）
- 噂の刑事トミーとマツ
  - 第1シリーズ 第3話「女装で迫るトミーとマツ」（1979年）
  - 第2シリーズ 第5話「トミマツの阿波踊り! 爆弾魔のふざけた命令」（1982年）
- 仮面ライダーシリーズ
  - 仮面ライダー (スカイライダー) 第45話「怪談シリーズ 蛇女が筑波洋を呪う!」（1980年） - 村人[2]
  - 仮面ライダースーパー1 第17話「一也の血が欲しい! 不思議な剣が呼ぶ」（1981年） - 鍛冶師[3]
- はまなすの花が咲いたら（1981年）
- ザ・サスペンス / 猟人日記（1983年）
- 加トちゃんケンちゃんごきげんテレビ / THE DETECTIVE STORY 第3話「美人妻はどこへ? 尾行大作戦」（1986年）
- ポニーテールはふり向かない 第16話「七人の名付け親」（1986年）
- 水曜ドラマスペシャル / 亜樹子・哀しみ色の罠（1986年）
- 旦那さま大事（1986年）
- 橋田壽賀子ドラマ おんなは一生懸命 第七回（1987年） - 楽屋番
- 忠臣蔵・いのちの刻（1988年）
- はいすくーる落書 第6話「赤点なんかクソくらえ!」（1989年）
- 女の言い分 第9話（1994年）
- ひと夏のラブレター（1995年）
- 人生は上々だ 第8話「栄光と絶望」（1995年）
- 月曜ミステリー劇場 / 警察庁特別広域捜査官 宮之原警部の愛と追跡（2001年） - 徳川

#### フジテレビ
- 浮世絵 女ねずみ小僧 第2シリーズ 第19話「柿の木の下の子供たち」（1972年）
- 木曽街道いそぎ旅 第7話「雪に埋もれた道祖神」（1973年）
- 江戸の旋風 第3シリーズ 第10話「大四郎の秘密」（1977年）
- サザエさん サザエさん頑張る・主婦たちの戦後史（1985年）
- 世にも奇妙な物語
  - 「ハイ・ヌーン」（1992年）
  - 世にも奇妙な物語 春の特別編「親切成金」（1999年） - 尋ねる老人
- 木曜劇場
  - 素晴らしきかな人生 第10話「悲劇」（1993年）
  - カバチタレ! 第2話「暴走! 包丁もったオバさん」（2001年）
- この世の果て 第1話「雨のシンデレラ」（1994年）
- 妹よ 第2話「プライド」（1994年）
- 金曜エンタテインメント
  - 熱血女検事が行く!
  - 音の犯罪捜査官 響奈津子 第3作「呪いのテープ殺人事件」（1999年） - 長浜亮蔵

#### テレビ朝日
- ジャンボーグA 第39話「なき叫ぶドクロ湖の恐怖」（1973年） - 警官
- 荒野の素浪人 第2シリーズ（1974年）
  - 第7話「怒号の刃」
  - 第11話「地獄の沙汰」
- 秘密戦隊ゴレンジャー 第4話「紅のキック! 砕けミクロ大作戦」（1975年） - 使用人（ソルダー）
- 浮浪雲 第4話（1978年）
- 若さま侍捕物帳 第8話「参上!! 殺しの番号」（1978年） - 版木屋
- 江戸の牙 第21話「生か死!? 暁の脱出作戦」（1980年） - 孫市
- 土曜ワイド劇場 / 黒の環状線（1980年） - クラブの客
- 走れ!熱血刑事 第25話「夢のアメリカ西海岸」（1981年）
- 特捜最前線
  - 第226話「太鼓を打つ刑事!」（1981年）
  - 第337話「哀歌をうたう女!」（1983年）
  - 第403話「死体番号6001のミステリー!」（1985年）
  - 第479話「テレクラ嬢殺人事件・亡霊からのラブコール!」（1986年）
- ザ・ハングマン 第50話「女催眠術師のウラを探れ」（1981年）
- ゴールデンワイド劇場 / 終りに見た街（1982年）
- 西部警察
  - 西部警察 PART-II 第12話「10年目の疑惑」（1982年）
  - 西部警察 PART-III 第6話「沖田刑事・絶唱!」（1983年）
- 宇宙刑事シャリバン 第24話「昆虫ハリケーンが運んだ日本なまけ者病」（1983年）
- さすらい刑事旅情編
  - III 第22話「疑惑のカプセル! 美人添乗員の犯罪」（1991年）
  - VII 第1話「覗かれた殺意・違法駐車の女」（1994年）
- はぐれ刑事純情派
  - 第9シリーズ 第4話「死の不倫旅行!? 家庭回帰の男」（1996年）
  - 第12シリーズ 第19話「略奪愛!?川辺課長を騙した女!」（1999年）
  - 第13シリーズ 第8話「安浦刑事が漫才師に!? 泣き笑いの女!」（2000年）
- ウイークエンドドラマ / 変 ［HEN］ Vol.1 鈴木くんと佐藤くん（1996年） - 老人
- はみだし刑事情熱系 PART4 第18話「恋する刑事の純情…銃弾の雨に賭けた命」（2000年）

#### 東京12チャンネル→テレビ東京
- 大江戸捜査網 第3シリーズ
  - 第235話「恋なさけ 捨身の十手魂」（1978年）
  - 第340話「祭りに咲いた夫婦花」（1980年）
- UFO大戦争 戦え! レッドタイガー 第34話「鬼のすむ村」（1978年）
- ブースカ! ブースカ!! 第15話「松土最円 最後の大勝負」（2000年） - 貧乏神
- 女と愛とミステリー→水曜ミステリー9
  - 森繁久彌サスペンス 小池真理子の「鍵老人」（2001年） - 西川
  - 信濃のコロンボ事件ファイル 第8作「アリスの騎士」（2005年） - 元教師

### 映画
- ラブホテル（1985年、日活） - 取立てのチンピラ
- 夜叉（1985年、東宝）
- ゴト師株式会社 悪徳ホールをぶっ潰せ!（1993年、松竹）
- ソナチネ（1993年、松竹） - 中松組組長
- 東京兄妹（1995年、ギャガ・コミュニケーションズ） - 豆腐屋の主人
- みんな〜やってるか!（1995年、日本ヘラルド映画） - ジジイ
- キッズ・リターン（1996年、オフィス北野） - ラーメン屋の客
- 東京夜曲（1997年、松竹）
- 通貨と金髪（2000年、ギャガ・コミュニケーションズ） - 老人
- 今昔伝奇 剣地獄（2002年、日活） - 白装束の老人
- 船を降りたら彼女の島（2003年、アルタミラピクチャーズ） - 浜の老人
- 座頭市（2003年、松竹） - 船八の親分
- 誰も知らない（2004年、シネカノン）
- 猫目小僧（2006年、アートポート）

### その他
- 水曜劇場 / 二百三高地 愛は死にますか（1981年、TBS） - 方言指導